# Prosopeia personata
Prosopeia personata é uma espécie de ave da família Psittacidae.
É endémica de Fiji.
Os seus habitats naturais são: florestas subtropicais ou tropicais húmidas de baixa altitude, florestas de mangal tropicais ou subtropicais, regiões subtropicais ou tropicais húmidas de alta altitude, terras aráveis e jardins rurais.
Está ameaçada por perda de habitat.